# Неропля
Неропля — річка в Білорусі у Бєлиницькому районі Могильовської області. Ліва притока річки Друті (басейн Дніпра).

## Опис
Довжина річки 30 км, похил річки 1,6 м/км, площа басейну водозбору 200 км². Формується притокою та безіменними струмками.

## Розташування
Бере початок на північно-західній стороні від села Ільковичі. Тече переважно на південний захід через озеро Неровля і на північно-східній стороні від села Калинівки впадає в річку Друть, праву притоку річки Дніпра.
Населені пункти вздовж берегової смуги: Вийлове, Ланькове, Неровля.